# 미즈호다이역
미즈호다이역(일본어: みずほ台駅, みずほだいえき)은 일본 사이타마현 후지미시에 있는 도부 철도 도조 본선 역이다. 역 번호는 TJ 16이다.

## 역사
- 1977년 10월 21일: 영업 개시.

## 역 구조
섬식 승강장 1면 2선의 지상역에서 교상역사를 갖는다.
출구는 서쪽과 동쪽 출입구 2개소가 있다. 승강장과 개찰구 간은 엘리베이터와 에스컬레이터가 계단에서 연결된다. 니시구치에서 개찰구까지는 상행 에스컬레이터, 히가시구치 쪽에는 엘리베이터가 설치되어 있다. 3기의 엘리베이터는 직진 2방향형 출입구에서 휠체어에도 대응하고 있어, 엘리베이터와 개찰 내의 다기능 화장실 설치 비용의 일부는 국토교통성 및 후지미 시와 미요시정이 부담하였다. 엘리베이터 설치 시에는 지장이 된 발차표와 전 노선이 달려 있는 철탑이 이설 되었다.
2007년 12월부터 2008년 1월 개수 공사가 이루어졌다.
동쪽 출입구, 서쪽 출입구 모두 도부 스토어가 입주한 역 빌딩이다. 동쪽 출입구 쪽은 롯데리아와 쿠라두쿠리 본점 등의 점포, 위층은 아파트이다. 니시구치 쪽은 2층에 TSUTAYA, 1층에는 훼미리마트 미즈호다이 니시구치점과 도쿠 등의 점포가 있다.

### 승강장
| 번호 | 노선    | 방향 | 행선 |
| ---- | ------- | ---- | --- |
| 1    | 도조 선 | 하행 | 가와고에・사카도・신린코엔・오가와마치 방면 |
| 2    | 도조 선 | 상행 | 아사카다이・와코시・이케부쿠로 방면 유라쿠초 선 신키바・ 도쿄 지하철 후쿠토신 선 시부야・ 도큐 도요코 선 요코하마・ 미나토미라이 선 모토마치·주카가이 방면 |

- 2016년 3월 26일 다이어 개정 이후, 낮 시간대에 후쿠토신 선을 발착하는 열차는 당역에 정차하지 않게 되므로 당역과 후쿠토신 선 방면을 오가는 경우는에 와코시 역 등에서 환승이 필요하다.

## 역 주변
역 주변 지역에는 주택 단지가 확산되면서 베드 타운의 양상을 보이고 있는 가운데 다수의 점포가 집중되어 있다. 주변 건널목의 경우 폭이 좁은 자동차를 이용하려면 불편했었지만 몇 차례의 확장 공사가 시공되면서 많이 개선되었다.

### 히가시구치
- 후지미 시 관공서 미즈타니 출장소
- 후지미 소방서 미즈호다이 분소
- 후지미 히가시다이 우체국
- 사이타마 리소나 은행 미즈호다이 지점
- 역전 시장

### 니시구치
- 후지미 시 관공서 미즈호다이 출장소
- 후지미 미즈호다이 우체국 - 역 근처, 쓰루세 역 방향으로 도보 5분.
- 미요시미즈호다이 우체국
- 슈쿠도쿠 대학 사이타마 캠퍼스 - 서쪽의 이루마 군 미요시 정에 소재한다. 서쪽 출입구 근처의 스쿨 버스 정거장에서 버스로 약 7분.

## 사진

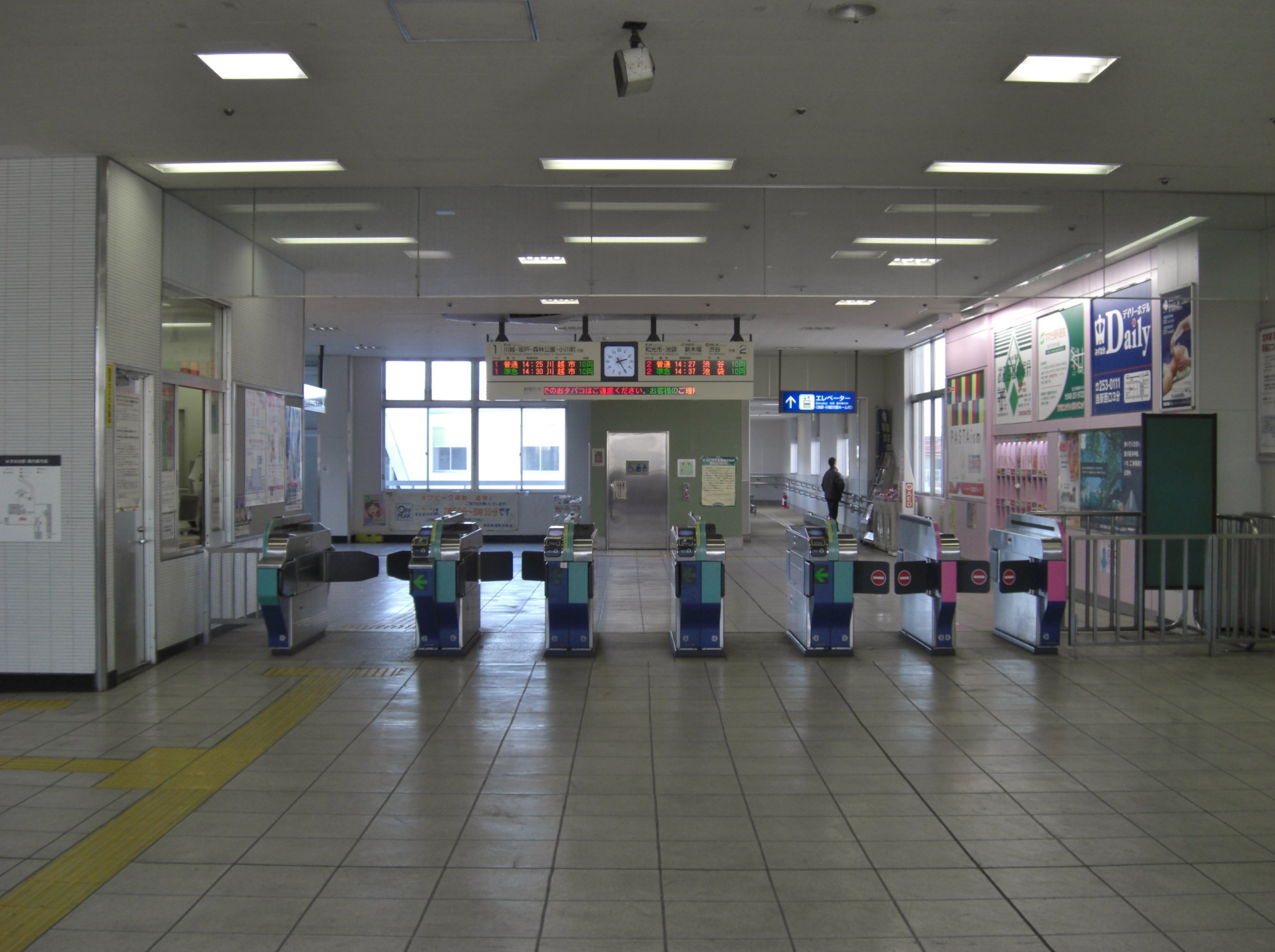
개찰구
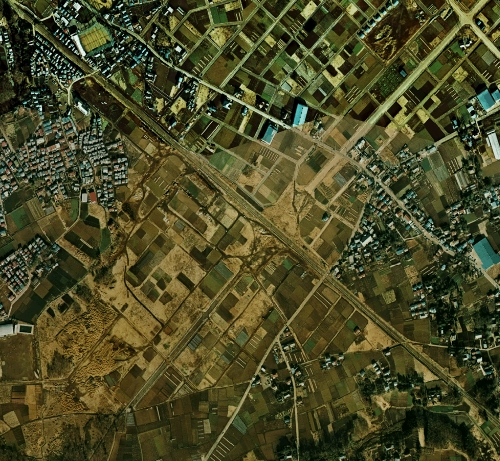
1974년의 미즈호다이 역

## 인접역
| 도부 철도 도조 본선              | 도부 철도 도조 본선 | 도부 철도 도조 본선      |
| -------------------------------- | ------------------- | ------------------------ |
| TJ 15 야나세가와 이케부쿠로 방면 | ■ 준급 □ 보통       | 쓰루세 TJ 17 요리이 방면 |